# Боди Милер
Семјуел Боди Милер (енгл. Samuel Bode Miller; Истон, 12. октобар 1977) бивши је амерички алпски скијаш. Освајач је златних медаља на олимпијским играма и на светским првенствима, победник је Светског купа у алпском скијању 2005. и 2008. и према мишљењима многих је најбољи амерички скијаш свих времена. Са 32 победе у свих пет дисциплина сврстао се међу најбоље светске скијаше у историји Светског купа. Он је пети скијаш који је успео да оствари победе у свих пет дисциплина: слалому, велеслалому, супервелеслалому, спусту и комбинацији и једини је скијаш који има барем пет победа у свакој дисциплини.
Боди Милер је освојио пет медаља на Олимпијским играма, једну златну, две сребрне и две бронзане. Он је један од пет скијаша који су успели да освоје олимпијске медаље у четири дисциплине, поред њега то су урадили Ћетил Андре Омот, Анја Персон, Јаница Костелић и Катја Зајцингер.
Освајач је и шест малих кристалних глобуса.

## Детињство
Боди Милер је рођен у Истону у Њу Хемпширу, САД а одрастао је Франконији која је такође у Њу Хемпширу. Има старију сестру Кајлу и млађу Врен, и млађег брата Шелоуна. Живео је у шуми, у дрвеној колиби без струје и текуће воде, јер су његови родитељи као бивши хипици желели да живе у таквом амбијенту. До трећег разреда није ишао у школу већ је био подучаван код куће али после развода родитеља почиње да похађа школу.
Конкурисао је и добио стипендију на скијашкој Академији Карабасет Вели (енгл. Carrabassett Valley Academy), која се налази у Мејну. Током детињства се бавио и тенисом и фудбалом.
Скијашку афирмацију је стекао у сезони 2001/02. када је освојио две сребрне медаље на Зимским олимпијским играма 2002. у Солт Лејк Ситију, у велеслалому и комбинацији. Милер је познат по свом необузданом стилу скијања због ког често не завршава трке. У својој књизи „Боди: Буди брз, буди добар, забављај се“ (енгл. Bode: Go Fast, Be Good, Have Fun), Боди Милер је нагласио да његов циљ као скијаша није да осваја медаље, него да скија „онолико брзо колико му природа дозвољава“.

## Скијашка каријера

### 1998 – 2001
Током сезоне 1997/98. Боди Милер се по први пут појавио у Светском купу. Такмичио се у велеслалому и слалому на Зимским олимпијским играма 1998. у Нагану. Током сезоне 1998/99. поред техничких дисциплина такмичио се и у супервелеслалому. На Светском првенству 1999. у Вејлу освојио је осмо место у слалому. Међу прва три се по први пут пласирао 17. децембра 2000. у велеслаломској трци у Вал д'Изеру. На Светском првенству 2001. такмичио се у супервелеслалому, док је у такмичењу у комбинацији доживео тешку повреду лигамената током вожње спуста.

### Сезона 2001/02.
Током ове сезоне Милер је почео да се такмичи у спусту, поставши тако скијаш који се такмичи у свим дисциплинама, иако је важио за специјалисту за техничке дисциплине. Своју прву победу у Светском купу остварио је 29. децембра 2001, победивши у велеслалому који је вожен у Вал д'Изеру. Наредног дана је победио у слалому у Мадони ди Кампиљо. Током јануара 2002. остварио је још пар победа у слалому, док је на Олимпијским играма у Солт Лејк Ситију освојио је две сребрне медаље. Након ове сезоне променио је произвођача скија и уместо Фишера почео је да се такмичи на Росињоловим скијама.

### Сезона 2002/03.
Ову сезону Боди Милер је окончао на другом месту у укупном поретку, пошто је од њега бољи био Штефан Еберхартер.
На Светском првенству 2003. у Санкт Морицу, у Швајцарској, Милер је освојио три медаље: злато у велеслалому и комбинацији, и сребро у супервелеслалому.

### Сезона 2003/04.
У сезони 2003/04. Боди Милер је по први пут освојио мали кристални глобус. Био је најуспешнији у велеслалому и комбинацији. У укупном поретку је био четврти. У овој сезони остварио је шест победа у Светском купу: три у велеслалому, две у комбинацији и једну у слалому. Након ове сезоне променио је произвођача скија, прешавши на Атомик.

### Сезона 2004/05.
Први велики кристални глобус Милер је освојио у овој сезони, оставивши иза себе Аустријанце Бенјамина Рајха и Хермана Мајера. Поред тога он је ушао у историју алпског скијања победивши у барем једној трци у свакој од четири стандардне дисциплине Светског купа: слалому, велеслалому, супервелеслалому и спусту. Пре њега ово је остварио једино Марк Ђирардели током сезоне 1988/89. На Светском првенству 2005. у Бормију освојио је златне медаље у спусту и супервелеслалому. На овом првенству направио током вожње спуста у комбинацији остао је без скије али је ипак наставио да скија на једној скији све док није пао два минута касније.

## Победе у Светском купу

### Кристални глобуси
| Сезона | Дисциплина      |
| ------ | --------------- |
| 2003.  | Комбинација     |
| 2004.  | Велеслалом      |
| 2004.  | Комбинација     |
| 2005.  | Укупно          |
| 2005.  | Супервелеслалом |
| 2007.  | Супервелеслалом |
| 2008.  | Укупно          |
| 2008.  | Комбинација     |

### Победе у Светском купу
33 победе (8 спуст, 5 супервелеслалом, 9 велеслалом, 5 слалом, 6 комбинација)
| Сезона | Датум              | Место                      | Трка             |
| ------ | ------------------ | -------------------------- | ---------------- |
| 2002.  | 9. децембар 2001.  | Вал д'Изер, Француска      | Велеслалом       |
| 2002.  | 10. децембар 2001. | Мадона ди Кампиљо, Италија | Слалом           |
| 2002.  | 6. јануар 2002.    | Аделбоден, Швајцарска      | Слалом           |
| 2002.  | 22. јануар 2002.   | Шладминг, Аустрија         | Слалом           |
| 2003.  | 22. децембар 2002. | Алта Бадија, Италија       | Велеслалом       |
| 2003.  | 4. јануар 2003.    | Крањска Гора, Словенија    | Велеслалом       |
| 2004.  | 26. октобар 2003.  | Зелден, Аустрија           | Велеслалом       |
| 2004.  | 22. новембар 2003. | Парк Сити, САД             | Велеслалом       |
| 2004.  | 11. јануар 2004.   | Шамони, Француска          | Комбинација      |
| 2004.  | 25. јануар 2004.   | Кицбил, Аустрија           | Комбинација      |
| 2004.  | 15. фебруар 2004.  | Санкт Антон, Аустрија      | Слалом           |
| 2004.  | 28. фебруар 2004.  | Крањска Гора, Словенија    | Велеслалом       |
| 2005.  | 24. октобар 2004.  | Зелден, Аустрија           | Велеслалом       |
| 2005.  | 27. новембар 2004. | Лејк Луиз, Канада          | Спуст            |
| 2005.  | 28. новембар 2004. | Лејк Луиз, Канада          | Супервелеслалом  |
| 2005.  | 3. децембар 2004.  | Бивер Крик, САД            | Спуст            |
| 2005.  | 12. децембар 2004. | Вал д'Изер, Француска      | Велеслалом       |
| 2005.  | 13. децембар 2004. | Сестријере, Италија        | Слалом           |
| 2005.  | 11. март 2005.     | Ленцерхајде, Швајцарска    | Супервелеслалом  |
| 2006.  | 3. децембар 2005.  | Бивер Крик, САД            | Велеслалом       |
| 2006.  | 16. март 2006.     | Оре, Шведска               | Супервелеслалом  |
| 2007.  | 1. децембар 2006.  | Бивер Крик, САД            | Спуст            |
| 2007.  | 15. децембар 2006. | Вал Гардена, Италија       | Супервелеслалом  |
| 2007.  | 20. децембар 2006. | Хинтерштодер, Аустрија     | Супервелеслалом  |
| 2007.  | 13. јануар 2007.   | Венген, Швајцарска         | Спуст            |
| 2008.  | 29. децембар 2007. | Бормио, Италија            | Спуст            |
| 2008.  | 13. јануар 2008.   | Венген, Швајцарска         | Спуст            |
| 2008.  | 20. јануар 2008.   | Кицбил, Аустрија           | Комбинација      |
| 2008.  | 27. јануар 2008.   | Шамони, Француска          | Суперкомбинација |
| 2008.  | 3. фебруар 2008.   | Вал д'Изер, Француска      | Суперкомбинација |
| 2008.  | 1. март 2008.      | Квитфјел, Норвешка         | Спуст            |
| 2010.  | 15. јануар 2010.   | Венген, Швајцарска         | Суперкомбинација |
| 2012.  | 2. децембар 2011.  | Бивер Крик, САД            | Спуст            |